# Кладовище темплерів (Єрусалим)
Кладовище темплерів (івр. בית הקברות הטמפלרי; нім. Templerfriedhof) — цвинтар, розташований в районі Єрусалиму Німецька колонія по вулиці Емек-Рефаїм, 37, біля Міжнародного кладовища церкви Альянсу.
Темплерська колонія в Єрусалимі була заснована в 1873 році, це була четверта колонія у Палестині. Спершу мертвих ховали на протестантському цвинтарі на горі Сіон, але через кілька років єпископ Самуель Ґобат заборонив їх там ховати, оскільки вважав, що «вони більше не християни». 1878 року вдова темплера Петера Шмідта придбала земельну ділянку на південь від колонії, і там зробили цвинтар для членів темплерської громади, а її чоловік став першим, похованим там. У західній частині цвинтаря, біля входу, поховані лідери громади, у тому числі їхній лідер Крістоф Гофман (нім. Gottlob Christoph Jonathan Hoffmann) та його син і наступник, Крістоф Гофман II.
У задній частині цвинтаря є братська могила похованих у німецьких колоніях міст Яффо, Сарона та Вільгельма чиї могили були перенесені сюди в 1952—1970 роках.
До братської могили примикає хрестоподібний пам'ятник на згадку про 450 військовослужбовців колонії, які загинули, служачи в німецькій армії під час Першої світової та Другої світової воєн.
Також є багато надгробків для немовлят і малих дітей, які померли в Єрусалимі, що свідчить про важкі умови, в яких жили члени колонії.

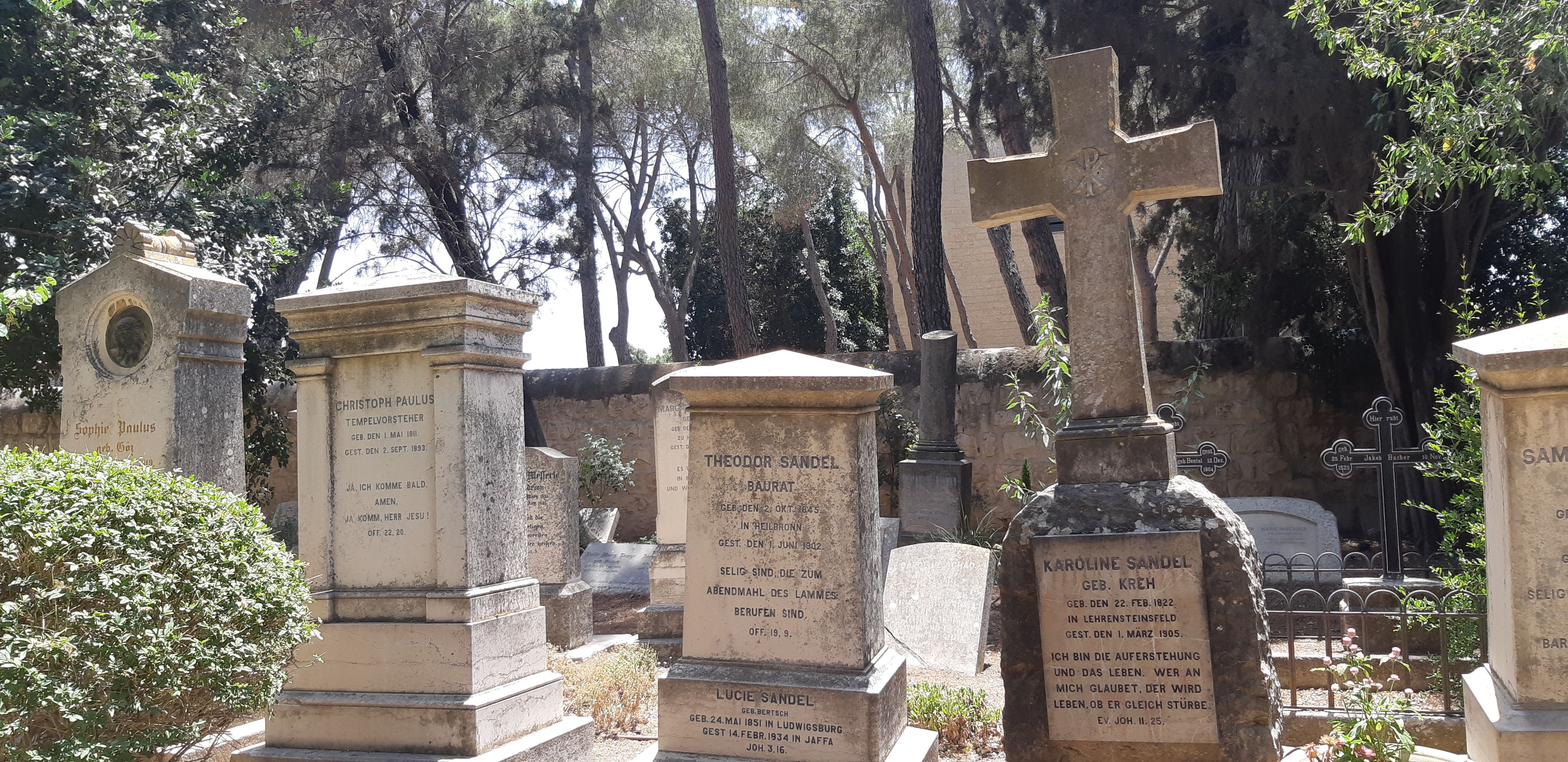
Надгробки на кладовищі. Ліворуч — могила Крістофа Паулюса (нім. Christoph Paulus) — другого лідера громади. Праворуч знаходиться могила архітектора Теодора Занделя
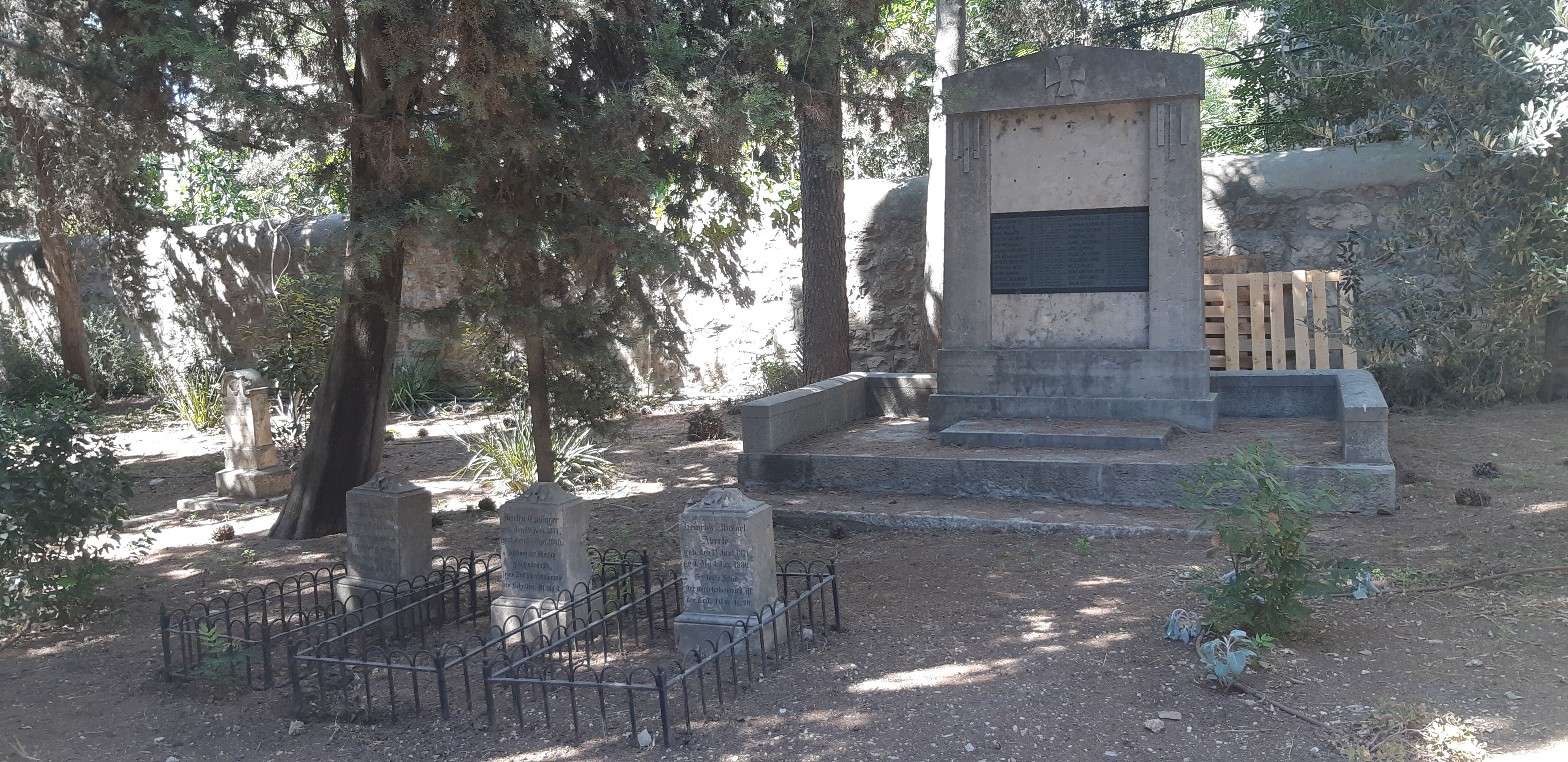
Братська могила перепохованих членів німецьких колоній з центру країни
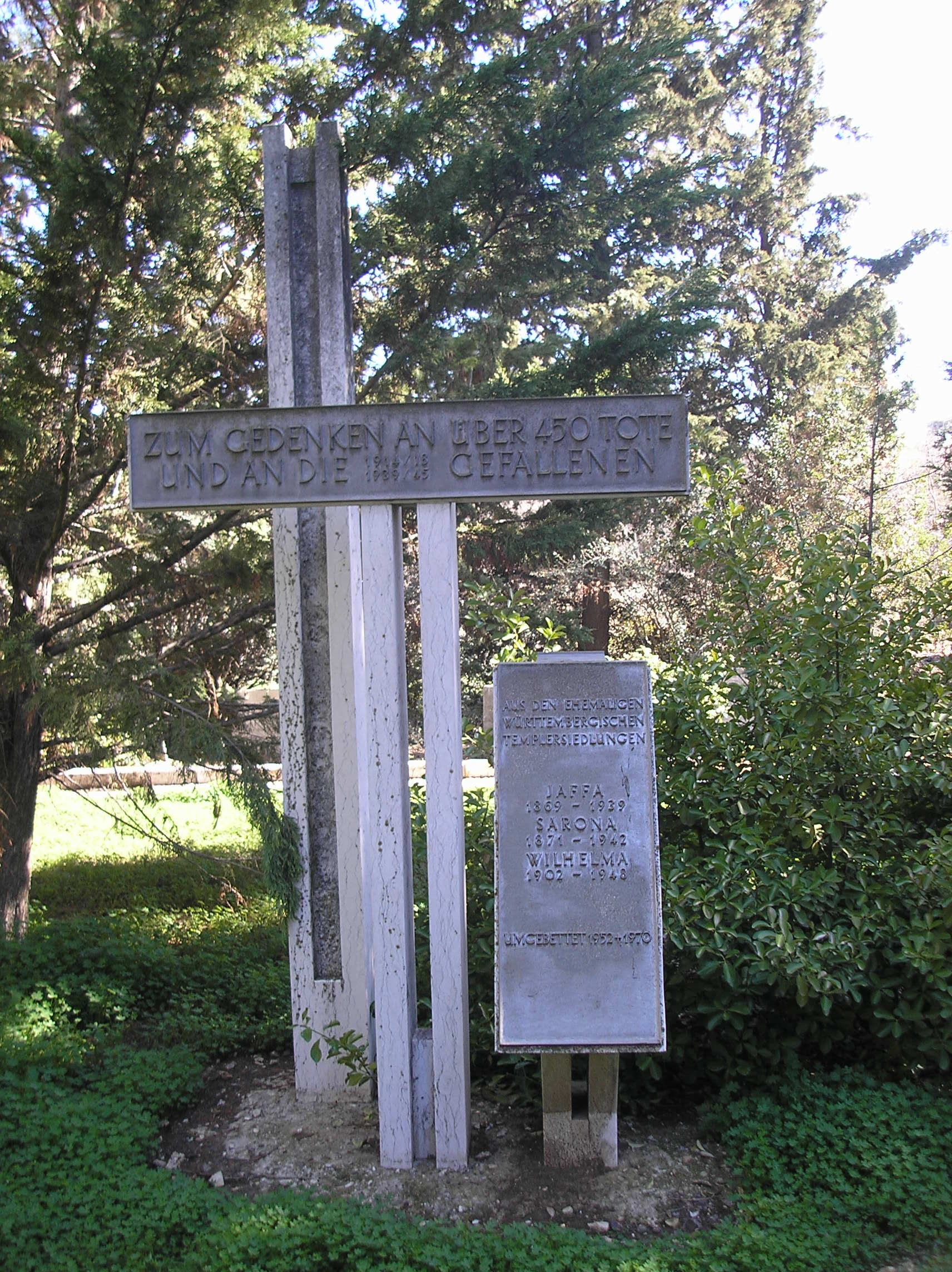
Пам'ятник полеглим з колоній у світових війнах на службі у німецькій армії

## Читати далі
- מירון בנבנישתי, עיר המנוחות — בתי העלמין של ירושלים, כתר, ירושלים,1990, עמ' 162—169
- דוד קרויאנקר, המושבה הגרמנית ורחוב עמק רפאים, מכון ירושלים לחקר ישראל והוצאת כתר, ירושלים, 2008, עמ' 344—347